# Estopa

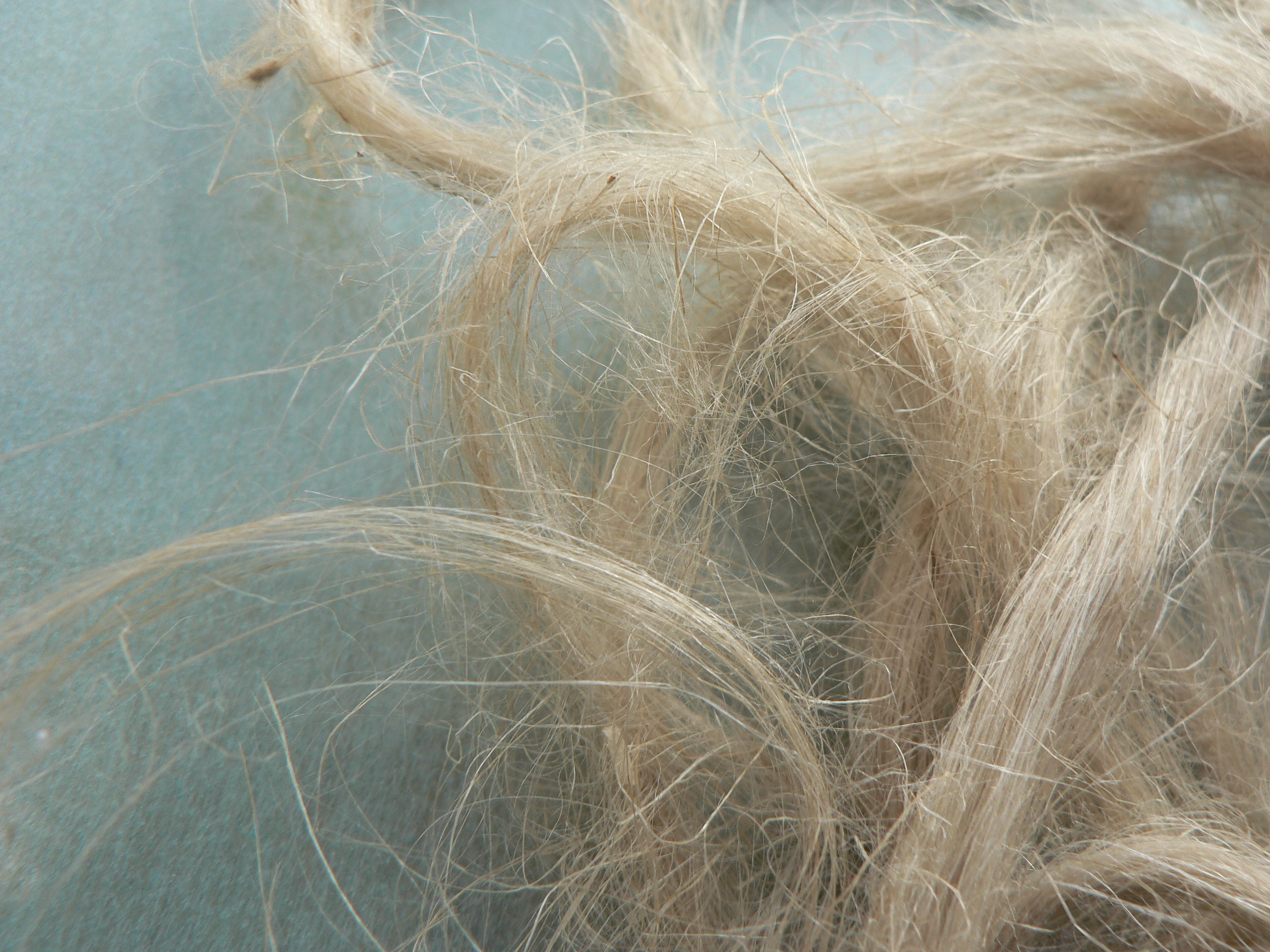
Fibra grossa de linho

A estopa é a parte grossa que fica do asseio do linho.
Estopa é um produto derivado do linho, sendo aproveitada de diversas formas, nomeadamente em cordoaria, em calafetagem de navios e de tubagens (canos/roscas), sendo ainda utilizada na confecção de vestuário, Limpeza e conservação de veículos em geral além do uso em limpezas de graxas e resíduos químicos em geral. (não confunda com desperdicio nome atribuído aos restos de materiais utilizados na indústria textil e que servem de esfregões)
Estopa também é um utensílio composto por diversas camadas de panos (normalmente retalhos) utilizado para os mesmos fins descritos acima.